# Bob Maas
Bob Maas (neerlandès: Adrianus Lambertus Joseph Maas)  (Jakarta, 18 d'octubre de 1907 - Hilversum, 17 de desembre de 1996) va ser un regatista neerlandès que va competir durant les dècades de 1930, 1940 i 1950. Era germà del també regatista Jan Maas.
Durant la seva carrera esportiva va prendre part en quatre edicions dels Jocs Olímpics, en què guanyà tres medalles. El 1932, a Los Angeles, va guanyar la medalla de plata en la categoria de monotip del programa de vela. A Berlín, el 1936, fent parella amb Willem de Vries Lentsch, i a Londres, el 1948, fent parella amb Eddy Stutterheim, guanyà la medalla de bronze en la classe star. El 1952, als Jocs de Hèlsinki, fou vuitè en la prova de la classe Star.